# Wierzchuście
Wierzchuście (biał. Вярхусце, Wiarchuscie; ros. Верхустье, Wierchustje; pol. hist. Wierchuście) – wieś na Białorusi, w obwodzie brzeskim, w rejonie janowskim, w sielsowiecie Laskowicze. Od południa graniczy z Janowem.

## Historia
W XIX i w początkach XX w. wieś i osada należąca do Sitowiczów, położone w Rosji, w guberni grodzieńskiej, w powiecie kobryńskim, w gminie Drużyłowicze.
W dwudziestoleciu międzywojennym leżało w Polsce, w województwie poleskim, w powiecie drohickim, do 12 kwietnia 1928 w gminie Drużyłowicze, następnie w gminie Janów. W 1921 miejscowość liczyła 263 mieszkańców, zamieszkałych w 59 budynkach, w tym 253 Białorusinów i 10 Żydów. 253 mieszkańców było wyznania prawosławnego i 10 mojżeszowego.
Po II wojnie światowej w granicach Związku Sowieckiego. Od 1991 w niepodległej Białorusi.